# Kinnekulle vandringsled
Kinnekulle vandringsled är en fristående 45 km lång led runt Kinnekulle vid sjön Vänern.
Kinnekulle ligger i Götene kommun i Västergötland. Det är ett av landskapets platåberg. Vandringsleden är väl markerad och lätt att vandra. Det finns fem kortare promenadalternativ (2-7,5 km). 
Leden passerar Högkullen, Österplana vall, Martorpsfallet, Lasse i bergets grotta, Jerneklev, Blomberg, Västerplana äng, Hjälmsäter, Hökastaden, Råbäcks kalkbruk, Råbäcks mekaniska stenhuggeri, Råbäcks hamn, Råbäcks herrgård, Munkängarna och Hellekis säteri. Hela leden går inom Kinnekulle naturvårdsområde.